# Жінки в юриспруденції

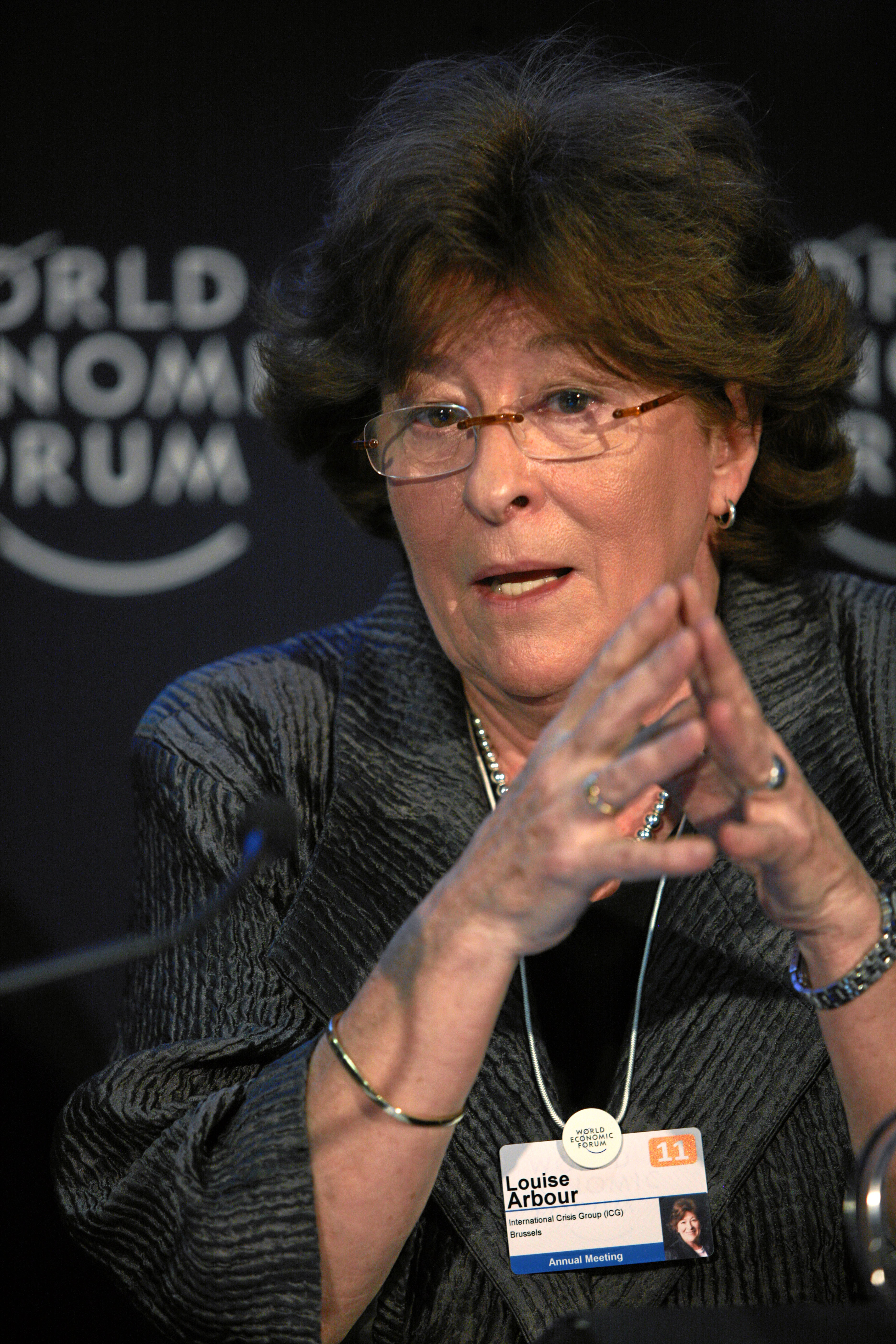
Луїза Арбор (нар. 1947) була Верховною комісаркою ООН з прав людини, колишньою суддею Верховного суду Канади та Апеляційного суду Онтаріо та колишньою головною прокуроркою Міжнародних кримінальних трибуналів для колишньої Югославії та Руанди.

Жінки в юриспруденції відіграють все значнішу роль в юридичній професії та суміжних заняттях, до яких належать адвокація (також баристерство, соліситорство, повіреність або юридичне консультування), пралегаляція, прокурорство, суддівство, правознавство (включаючи феміністське тлумачення права), професорство права та деканство юридичних шкіл.

## Репрезентація та умови праці

### США
Американська асоціація юристів повідомила, що в 2014 році жінки становили 34 % юристів, а чоловіки — 66 %. У приватних юридичних фірмах жінки складають 20,2 % партнерів, 17 % акціонерних партнерів і 4 % керуючих партнерів у 200 найбільших юридичних фірмах. На молодшому рівні професії жінки складають 44,8 % співробітників і 45,3 % літніх співробітників. У 2014 році в корпораціях зі списку Fortune 500 21 % головних радників були жінками та 79 % чоловіками. З цих 21 % консультанток 81,9 % мали європеоїдне походження, 10,5 % афроамериканське, 5,7 % латиноамериканське, 1,9 % азійсько-американське / тихоокеансько-острівне та 0 % жительок Близького Сходу. У 2009 році жінки становили 21,6 % деканів юридичних шкіл, 45,7 % помічників, заступників деканів або заступників деканів і 66,2 % помічників деканів. Жінки краще представлені в журналі Law School Reviews. У 50 найкращих школах за рейтингом US World and News Reports у 2012—2013 роках жінки займали 46 % керівних посад і 38 % посад головних редакторок.
У 2012 році жінки обіймали 27,1 % усіх посад федеральних суддів і суддів штатів, а чоловіки 73,9 %. У 2014 році 3 з 9 суддів Верховного суду були жінками (33 %), 33 % суддів Окружного апеляційного суду та 24 % суддів федерального суду. Жінки обіймали 27 % усіх державних суддівських посад.
Протягом 2012—2013 навчального року жінки становили 47 % студентства Juris Doctor (JD), кольорові люди становили 25,8 % студентів JD. У 2009 році в США жінки становили 20,6 % деканів юридичних шкіл. У США в 2014 році 32,9 % усіх юристів були жінками. У 2013 році 44,8 % співробітників юридичних фірм були жінками. У 50 «найкращих юридичних фірмах для жінок» у США «19% акціонерних партнерів були жінками, 29 % неакціонерних партнерів були жінками, і 42 %… радників були жінками».
Опитування вказує, що 96 % юридичних фірм США стверджують, що їхній найбільш високооплачуваний партнер — чоловік. «Лише 24,1 % посад усіх федеральних суддів обіймали жінки, і лише 27,5 % посад суддів штатів обіймали жінки». Зарплати юристок становили «у 2014 році 83 % зарплати чоловіків-юристів».
У США, хоча в 2014 році жінки становили 34 % юристів, жінки недостатньо представлені на керівних посадах у всіх сферах професії. З 1970-х до 2010 року кількість жінок у сфері права зросла, але зростання спостерігалося на посадах початкового рівня. У 2020 році 37 % адвокатів були жінками. У юридичних професіях ще менше представлені кольорові жінки. У приватних юридичних фірмах жінки складають лише 4 % керуючих партнерів у 200 найбільших юридичних фірмах. У 2014 році в корпораціях зі списку Fortune 500 21 % головних юрисконсультів були жінки, з яких лише 10,5 % були афроамериканками, 5,7 % були латиноамериками, 1,9 % мали азіатсько-американське / тихоокеансько-острівне походження та 0 % були жительками Близького Сходу. У 2009 році 21,6 % деканів юридичних шкіл були жінками. У 2012 році жінки обіймали 27,1 % усіх суддів федеральних судів і суддів штатів. У США «кольорові жінки частіше, ніж будь-яка інша група, відчували відчуження з боку інших працівників, расові та гендерні стереотипи». Деканів юридичних шкіл небагато жінок; до списку входять Джоан Махоні, Барбара Аронштейн Блек з Колумбійської юридичної школи, Елена Кейґан з Гарвардської юридичної школи, Кетлін Салліван зі Стенфордської юридичної школи, Кетлін Бунзанг з права Сетон-Голл і Hon. Крістін Бут Гленн і Мішель Дж. Андерсон з Юридичного факультету Міського університету Нью-Йорка.

#### Кольорові жінки
Національна асоціація юристів і нещодавнє дослідження розмаїття в 232 юридичних фірмах показують, що кольорові жінки та темношкірі жінки, зокрема, продовжують бути значно недостатньо представленими, складаючи відповідно 8,57 % та 1,73 % усіх адвокатів. Юридичні фірми переважно складаються з білих і чоловіків, незважаючи на спроби найняти кольорових людей із престижних установ.

##### Представництво
Національна асоціація юристів (NALP) виявила, що з 2009 року щороку кількість афроамериканських партнерів зменшується — «з 4,66 % до 3,95 %». Згідно з прес-релізом NALP за листопад 2015 року, лише 2,55 % партнерів жінки з меншин залишаються найбільш недопредставленою групою на рівні партнерства.

##### Проблеми
У 2008 році опитування Національної асоціації юристок (NAWL) показало, що кольорові жінки сприймають своє робоче місце як расово / етнічно стереотипне та відчужене. Кольорові жінки також вважали, що юридичні фірми вживають недостатньо заходів для збільшення розмаїття, а коли заходи вживалися, вони не виконувалися ефективно. Комісія Асоціації юристів Америки з питань жінок у професії опублікувала звіт, який став кульмінацією дослідження, спрямованого на вирішення проблеми зменшення кількості кольорових жінок у професії юриста. Під час дослідження кольорові жінки мали можливість висловити занепокоєння щодо негативних наслідків, з якими вони стикаються на робочому місці, і того, як ці наслідки впливають на їх особисте життя. Жінки різного кольору повідомили про відчуття відчуженості, ізоляції та начебто вони отримували більше небажаної критичної уваги, ніж їхні колеги.
Комісія Американської асоціації юристів з питань жінок у професії, переглянувши звіти про ставлення до кольорових жінок у професії юриста, була розчарована закономірностями, які вони помітили, що змусило Комісію Американської асоціації юристів з питань жінок у професії провести власне дослідження «Ініціатива досліджень кольорових жінок» в 2003 році. І в юридичних фірмах, і в корпоративних юридичних департаментах було виявлено, що кольорові жінки «отримують меншу винагороду, ніж чоловіки та білі жінки; їм відмовляють у рівному доступі до важливих завдань, можливостей наставництва та спонсорства; отримують менше підвищення по службі; і мають найвищий рівень вибуття». У лікуванні кольорових жінок є ефект хвилі. Кольорові жінки опиняються в невигідному становищі на ранній стадії «кінцевого результату: кольорові жінки втрачають можливості отримати кращі робочі завдання, більше контактів з клієнтами та більше оплачуваних годин». Ставлення до кольорових жінок в юридичній професії та їхнє ставлення до цього ставлення вплинули на утримання кольорових жінок у юридичній професії. Кольорові жінки залишають юридичні фірми з високим рівнем: «майже 75 % залишають до п'ятого року життя, і майже 86 % залишають до сьомого року». Ці жінки йдуть, тому що вважають, що єдиний спосіб уникнути звільнення з робочого місця — це залишити роботу.

##### Стратегія
Комісія ABA з питань жінок у професії опублікувала звіт, спрямований на визначення проблем, з якими стикаються кольорові жінки в юридичних фірмах, і виявила, що «щоб подолати системну дискримінацію кольорових жінок, фірми повинні визнати, що досвід кольорових жінок відрізняється від досвіду жінок інших груп; впровадження змін для відображення цієї різниці є необхідним для їх збереження. Фірми та корпорації повинні започаткувати програми активного наставництва та заохочувати обговорення в масштабах організації проблем, що стосуються кольорових жінок, і потрібен конструктивний відгук». Після публікації цього звіту кілька юридичних фірм спробували виконати рекомендації, викладені у звіті. Юридичні фірми розпочали ініціативи, спрямовані на наймання кольорових жінок, а також на забезпечення утримання кольорових жінок. Набір жінок із меншин збільшився завдяки тому, що юридичні фірми знаходять літніх товаришів, проводячи співбесіди на «Ярмарку вакансій Південно-Східного меншини, Ярмарку вакансій MCCA/Vault, Спеціалізованій асоціації адвокатів, Ярмарку вакансій Lavender Law, а також у таких школах, як Школа права Університету Говарда та Центральна школа права Північної Кароліни».

### Канада
У 2010 році в Канаді «було 22 261 практикуючих юристок і 37 617 практикуючих юристів-чоловіків». Канадські дослідження показують, що «50% юристів сказали, що вони відчувають, що їхні фірми працюють „погано“ або „дуже погано“ у забезпеченні гнучких умов праці». Більше юристок вважають, що їм «важче впоратися з вимогами роботи та особистого / сімейного життя», ніж чоловікам, причому 75 % жінок повідомили про ці проблеми проти 66 % чоловіків-консультантів. У звіті за 2010 рік про юристів Онтаріо з 1971 по 2006 рік зазначено, що «…у 2006 році кольорові жінки становили 16 % усіх юристів віком до 30 років, порівняно з 5 % юристів віком 30 років і старше. У 2006 році адвокати з представників меншин становили 11,5 % усіх адвокатів. Юристи-тубільці становили 1,0 % усіх адвокатів у 2006 році».
Крім того, у 2006 році в Онтаріо «кольорові жінки становили 16 % усіх юристів віком до 30 років», а юристки-тубілки становили 1 %.

### Близький Схід і Північна Африка (MENA)
У 2010 році дослідження виявило приблизну частку юристок у 210 країнах. Дослідження включало Алжир (28 %), Бахрейн (27 %), Єгипет (26 %), Іран (30 %), Ірак (28 %), Ізраїль (43 %), Йорданію (33 %), Кувейт (30 %), Ліван (29 %), Марокко (22 %), Оман (25 %), Палестину (26 %), Катар (29 %), Саудівська Аравія (31 %), Сирію (25 %), Туреччину (35 %), Об'єднані Арабські Емірати (28 %) і Ємен (22 %).
Юристи та професори права на Близькому Сході вважають, що початок ХХІ століття сприяв підвищенню інтересу до галузі права, тоді як деякі дослідники вважають, що частково це зростання пов'язане з повстаннями Арабської весни 2011 року. Дослідниця Ранія Мактабі зауважила, що порівняно з іншими країнами Близького Сходу та Північної Африки, проблеми жінок у Марокко, Лівані та Кувейті вирішуються менш жорстоко, а також мають найвищий рівень зайнятості жінок у регіоні. Юристки в цих трьох країнах борються з патріархальною правовою системою, запроваджуючи реформи сімейного права, кримінального права та права громадянства. У своєму дослідженні Мактабі стверджує, що збільшення кількості юристок, які займаються правовими питаннями жінок у Марокко, Лівані та Кувейті, має прямий вплив на зміцнення прав жінок у цих державах.

## Організації

### Центр жінок у законі (США)
Центр жінок у законі (Center for Women in Law) – це організація в США, створена та фінансована жінками, яка «присвячена успіху всього спектру жінок у законодавстві… служить національним ресурсом для скликання лідерок, створення ідей та керівництва змінами». Вона поєднує теорію з практикою, розглядаючи проблеми, з якими стикаються окремі жінки та професія в цілому. Центр є національним союзником Vision 2020. Центр був заснований у 2008 році групою жінок, багато з яких були випускницями Школи права Техаського університету, і багато з яких закінчили юридичний факультет у попередні десятиліття, коли для жінок було незвично займатися правом як кар'єрою. Група почала обговорювати проблеми, з якими стикаються юристки, і вирішила повністю зрозуміти та ефективно усунути основні причини перешкод для просування по службі, з якими стикаються юристки. Остінський маніфест закликає до конкретних кроків для подолання перешкод, з якими сьогодні стикаються жінки в юридичній професії. Центр проводить саміти та зустрічі з питань, що стосуються жінок у юридичній професії.

### Національний центр жіночого права (США)
Національний жіночий юридичний центр (National Women's Law Center, NWLC) — неприбуткова організація США, заснована в 1972 році та розташована у Вашингтоні, округ Колумбія. Центр захищає права жінок через судові процеси та політичні ініціативи. Це почалося з того, що адміністративні працівниці та студентки юридичного факультету Центру права та соціальної політики вимагали покращити свою оплату праці, щоб центр найняв юристок, щоб від них більше не очікували подавати каву та щоб центр створив жіночу програму. Щоб розпочати програму, в 1972 році була найнята Марсія Грінбергер, а в 1978 році до неї приєдналася Ненсі Дафф Кемпбелл. У 1981 році вони вирішили перетворити програму на окремий Національний центр жіночого права.

### Фонд жіночої правової освіти та дій (Канада)
Жіночий фонд правової освіти та дій (Women's Legal Education and Action Fund), який згадується абревіатурою LEAF, є «…єдиною національною організацією в Канаді, яка існує для забезпечення рівності прав жінок і дівчат згідно із законом». Організація LEAF була заснована 19 квітня 1985 року у відповідь на прийняття розділу 15 Канадської хартії прав і свобод, щоб забезпечити справедливе та неупереджене тлумачення судами прав жінок, зазначених у Хартії. LEAF проводить правові дослідження та втручається в апеляційні справи та справи Верховного суду Канади з питань жінок. LEAF брав участь у багатьох важливих рішеннях Верховного суду Канади, зокрема у справах, пов'язаних із оскарженнями розділу 15 Хартії. На додаток до своєї юридичної діяльності LEAF також організовує виступи та проєкти, які дозволяють юристам, зацікавленим у правах жінок, навчати одне одного, навчати громадськість та створювати колективні відповіді на правові проблеми, пов'язані з рівністю жінок. Матерями-засновницями LEAF вважається Доріс Андерсон та інші жінки.

### Жінки в юриспруденції та судочинстві (Індія)
в 2014 роців Індії юристаками, суддями та фахівчинями з права для боротьби з сексизмом, з яким стикаються жінки в галузі права, була створена організація Жінки в законі та судочинстві (Women in Law and Litigation, WILL). Товариство було створено під наглядом Верховного суду Індії та судді Верховного суду Індії Ранджани Десаї. Причиною було те, що судова публіка воліє мати справу з адвокатами-чоловіками. WILL спрагнула надавати професійну підтримку, сприяти навичкам адвокації та стала платформою для обговорення шляхів розвитку юристок. Суддя Гіма Колі з Високого суду (Делі) визначила WILL як «спосіб повернути системі старших юристів і юристів-практиків, які „досягнули високих посад“».

## Феміністська теорія права
Феміністська теорія права, також відома як феміністська юриспруденція, базується на факті, що основоположним в історичному підпорядкуванні жінок був закон. По-перше, феміністська юриспруденція прагне пояснити, як закон відігравав роль в утиску жінок. По-друге, він присвячений зміні статусу жінок шляхом переробки закону та його підходу до питань статі. У 1984 році у Школі права Університету Вісконсіна Марта Файнеман заснувала проєкт «Фемінізм і теорія права». Мета — дослідити зв'язки між феміністською теорією, практикою та правом, що відіграло важливу роль у розвитку феміністської теорії права.
Ліберальна модель рівності перед законом діє в рамках ліберальної правової парадигми і загалом охоплює ліберальні цінності та підхід до права, що ґрунтується на правах. Модель відмінностей підкреслює важливість гендерних відмінностей і стверджує, що ці відмінності не повинні приховуватися законом, а повинні враховуватися ним. Модель домінування розглядає правову систему як механізм увічнення чоловічого домінування. Феміністки з постмодерністського табору деконструювали поняття об'єктивності та нейтральності, стверджуючи, що кожна перспектива є соціально обумовленою. Для контексту див. фемінізм рівності, фемінізм відмінностей, радикальний фемінізм і постмодерністський фемінізм.
До відомих вчених належать:
- Рут Бейдер Гінзбург
- Кетрін Маккіннон
- Марта Файнеман
- Марі Мацуда

### Феміністична філософія права
Феміністська філософія права «…визначає всепроникний вплив патріархату на правові структури, демонструє його вплив на матеріальний стан жінок і дівчат і розробляє реформи для виправлення гендерної несправедливості, експлуатації чи обмежень». Феміністська філософія права використовує підходи, взяті з «… феміністської епістемології, реляційної метафізики, феміністської політичної теорії та інших розробок феміністської філософії, щоб зрозуміти, як правові інституції забезпечують дотримання панівних маскуліністських норм». У сучасну епоху феміністська філософія права також враховує такі підходи, як «…теорія прав людини, постколоніальна теорія, критичні юридичні дослідження, критична расова теорія, квір-теорія та дослідження інвалідності».
Як і у фемінізмі загалом, існує багато підтипів феміністичної філософії права, включаючи «…радикальний, соціалістичний і марксистський, реляційний, культурний, постмодерністський, домінантний, різницевий, прагматичний і ліберальний підходи». Феміністські філософині права стверджують, що «…закон робить системну упередженість (на відміну від особистих упереджень окремих осіб) невидимою, нормальною, укоріненою, і тому її важко ідентифікувати та протистояти». Феміністські філософині права розглядають закони як «…патріархальні, що відображають давні та майже універсальні презумпції гендерної нерівності». Деякі з правових питань, які аналізують феміністські філософи права, включають шлюб, репродуктивні права (наприклад, що стосуються законів про аборти), «перетворення тіла в товар» (як у проституції) і насильство проти жінок.

## Історія

### Велика Британія
У Великій Британії першою жінкою, яка отримала юридичний диплом, була Еліза Орм, яка в 1888 році закінчила Університетський коледж Лондона. Їй не дозволили мати кваліфікацію адвокатки. Жінки отримали можливість працювати в юридичній професії лише в 1919 році, після прийняття Закону про статеву дискваліфікацію (усунення) 1919 року. Це було оскаржено в 1914 році у справі «Бебб проти Юридичного товариства», в якій апеляційний суд визнав, що жінки не підпадають під юридичне визначення «особи» і тому не можуть стати адвокатками. Закон 1919 року також вперше дозволив жінкам бути присяжними.

### Саудівська Аравія
Саудівська Аравія разом з кількома іншими країнами Перської затоки вирішила зробити акцент на сприянні створенню робочих місць, а не на видобутку нафти, щоб допомогти своїй економіці. Уряд Саудівської Аравії виступив із ініціативами щодо збільшення участі жінок у робочій силі. Історично склалося так, що жінок не заохочували до участі в професійних наукових осередках, включно з правом.
Однак у 2004 році уряд дозволив вивчати юридичні програми в жіночих університетах. 4 роки потому перші студентки закінчили навчання з юридичним ступенем, але не могли працювати в судах, які складалися з суддів, які були виключно чоловіками. Жінки з юридичною освітою могли працювати лише як «юридичні консультантки», що забороняло їм представляти інтереси клієнтів та клієнток.
У 2011 році, серед атмосфери політичного повстання на Близькому Сході, юристки підштовхнули кампанію в соцмережах під назвою Я юристка. Кампанія привернула увагу до дискримінації жінок, яким не дозволяли займатися юридичною практикою у своїх країнах, незважаючи на їхні дипломи. У жовтні 2012 року король Абдалла оголосив про прийняття петиції групи випускниць права. 3000 підписів дозволили жінкам реєструватися для отримання ліцензій адвокатки. Однак Міністерство юстиції вчинило інакше і відмовило в розгляді заяв на реєстрацію від випускниць юридичного факультету.
У квітні 2013 року Міністерство юстиції дозволило випускниці Університету короля Абдулазіза з Джидди Арва аль-Худжайлі стати першою практиканткою у Саудівській Аравії. Як стажистці їй дозволили займатися юридичною практикою, подібно до «юрисконсульта», але повну ліцензію дали після трьох років учнівства.
У жовтні 2013 року була прийнята нова політика, яка дозволяє всім жінкам шукати юридичну ліцензію на юридичну практику після отримання вищої освіти з права та трьох років учнівства.
6 жовтня 2013 року Баян Махмуд Аль-Захран отримала першу ліцензію від Міністерства юстиції, таким чином ставши першою ліцензованою юристкою у Саудівській Аравії. Захран розпочала свою юридичну кар'єру з питань домашнього насильства, потім зосередилася на кримінальному праві. Наступного місяця Захран представляла клієнтку, вперше для саудівської жінки, в Загальному суді Джідди. У січні 2014 року Захран відкрила першу жіночу юридичну фірму. Її фірма займається проблемами жінок.
Станом на листопад 2015 року тисячі саудівських жінок мають дипломи з права, але лише 67 мають ліцензію на практику. У 2017 році студентки з Саудівської Аравії відвідували університети з вищим показником охоплення, ніж студенти з Саудівської Аравії, і становили 97,5 % і 41,6 % відповідно.

## Видатні особистості

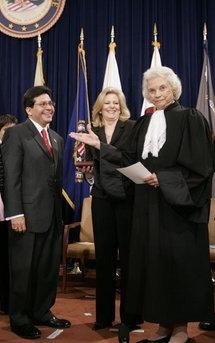
Суддя Верховного суду США Сандра Дей О'Коннор (праворуч)

### США
- У 1913 році The New York Times назвала Мері Бартелме (1866—1954) «єдиною жінкою-суддею в Америці».[27] Вона була всесвітньо відома своєю піонерською роботою у створенні та управлінні судом у справах неповнолітніх.[28] Вона також працювала заступницею голови суфражистської Національної жіночої партії.[29]
- Аннет Еббот Адамс (1877—1956) — американська юристка і суддя, перша жінка, яка була помічницею генерального прокурора США.[30] У 1912 році отримала диплом юристки. До початку своєї юридичної кар'єри була однією з перших директорок шкіл у Каліфорнії. У 1950 році працювала за спеціальним дорученням у справі у Верховному суді Каліфорнії, ставши першою жінкою, яка засідала в цьому суді.[31]
- Флоренс Е. Аллен (1884—1966) — американська суддя, перша жінка, яка працювала у Верховному суді штату, і одна з перших двох жінок, які обіймали посаду федерального судді США. У 1908 році здобула ступінь магістра політичних наук у Західному резерві[32] та слухала курси конституційного права. Вона хотіла отримати ступінь юристки, але в той час юридична школа Western Reserve не приймала жінок. Протягом року Аллен навчалася на юридичному факультеті Чиказького університету, а потім перевелася до Нью-Йоркського університету. У 1913 році вона отримала диплом юристки з відзнакою. Аллен зацікавилася політикою і стала більш відданою справі надання жінкам виборчого права. Вона почала оскаржувати місцеві закони, які обмежують участь жінок у політичному процесі. Флоренс відстоювала одну справу, яка дійшла до Верховного суду Огайо. У 1919 році її призначили помічницею прокурора округу Куяхога в Клівленді. До 1920 року обрана суддею Загальних прохань. У 1922 році Аллен була обрана до Верховного суду Огайо. У 1934 році вона була призначена до Апеляційного суду США шостого округу, що зробило її однією з перших жінок-федеральних суддів.

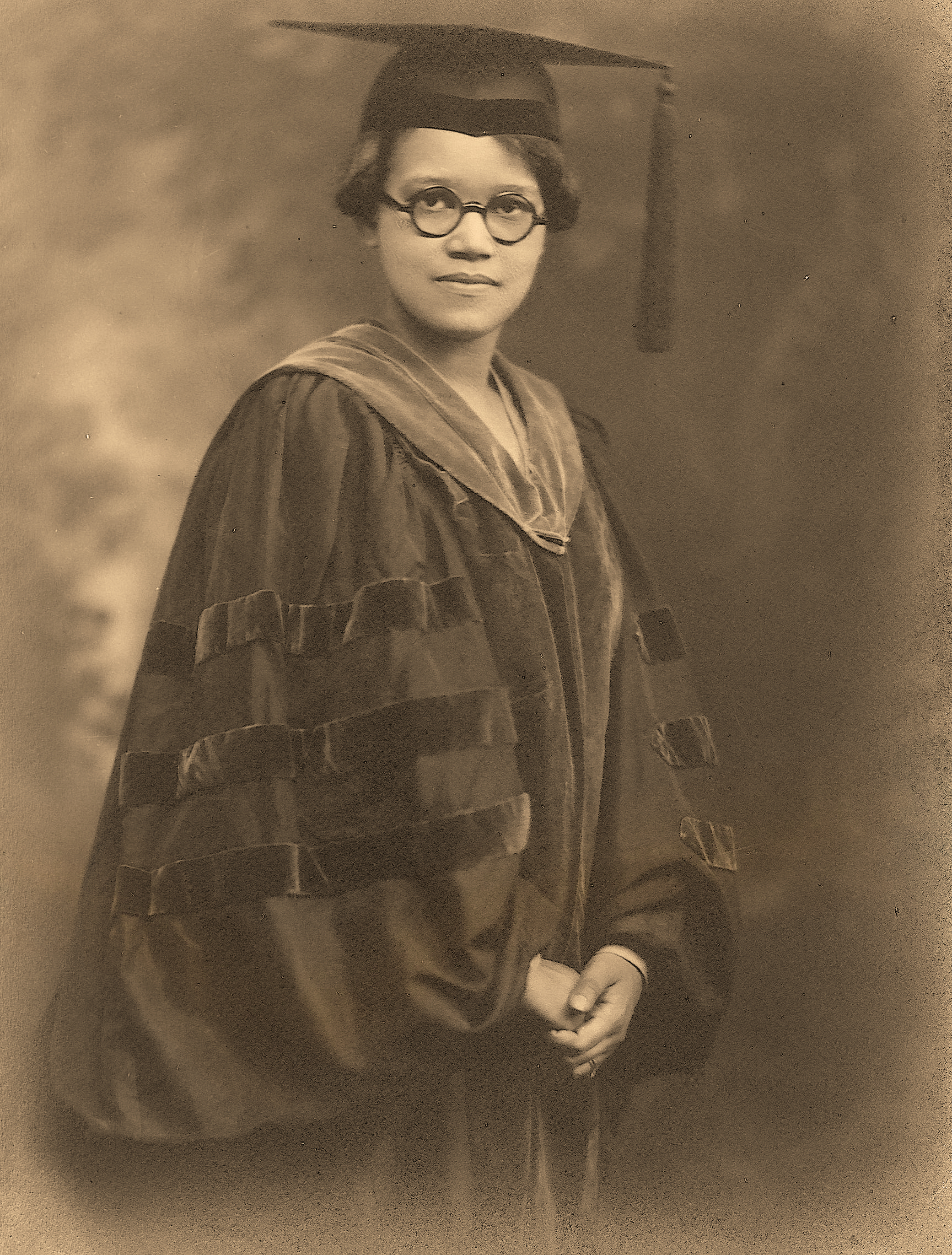
Седі Таннер Мосселл Александр отримує ступінь докторки філософії в Пенсільванському університеті

- Седі Таннер Мосселл Александр (1898 — 1989) — друга афроамериканка у США, яка здобула ступінь докторки філософії, і перша жінка, яка отримала ступінь юристки юридичної школи Університету Пенсільванії. Перша афроамериканка, яка в Пенсільванії займалася юридичною практикою.[33] Перша афроамериканка, призначена помічницею міського соліситора міста Філадельфія.
- Гелен Елсі Остін (1908—2004) — американська адвокатка і службовиця дипломатичної служби США, одна з перших афроамериканок, допущених до адвокатської практики в США.[34] У 1928 році вона здобула ступінь бакалаврки мистецтв та ступінь бакалаврки права у 1930 році в Університеті Цинциннаті, ставши першою чорношкірою жінкою, яка закінчила Школу права Каліфорнійського університету.[35] Остін працювала у журналах Скелястих гір Law Review і Cincinnati Law Review.[36] У 1938 році в університеті Вілберфорса вона отримала ступінь докторки права. Вона була першою чорношкірою жінкою, яка працювала помічницею генерального прокурора в Огайо (1937–38) і в 1939 році стала юридичною радницею уряду округу Колумбія.
- Елрета Мелтон Александр-Ралстон (1919—1998) — чорношкіра адвокатка і суддя Північої Кароліни в той час, коли в цьому штаті було лише кілька практикуючих жінок або чорношкірих адвокатів. Вона була адвокаткою і суддею окружного суду. Елрета залишилася в основному невизнаною. Вона була першою темношкірою жінкою, яку прийняли до юридичної школи Колумбійського університету в 1943 році у віці 24 років. У 1947 році Александр стала першою чорношкірою жінкою, яка займалася адвокатською практикою в Північній Кароліні. У 1968 році Александр стала першим чорношкірим суддею, обраним у Північній Кароліні, і лише другою чорношкірою жінкою, обраною суддею в США.
- Белла Абзуґ (1920—1998) на прізвисько «Бійка Белла» — американська юристка, представниця США, громадська активістка та лідерка жіночого руху другої хвилі. У 1971 році Абзуґ приєдналася до інших провідних феміністок, таких як Глорія Стайнем і Бетті Фрідан, щоб заснувати Національний жіночий політичний кокус (National Women's Political Caucus). Президент Джеральд Форд призначив її головою Національної комісії зі святкування Міжнародного року жінок і планування Національної жіночої конференції 1977 року. Вона також очолила комісію з питань жінок президента Джиммі Картера.
- Джоан Магоні (нар. в 1943 році) — юристка і колишня деканка двох юридичних шкіл. З 1998 по 2003 рік вона працювала деканкою юридичного факультету університету Вейн Стейт у Детройті, штат Мічиган, і стала першою жінкою-деканкою юридичного факультету в Мічигані та однією з небагатьох жінок у США, які обіймали посаду декана в двох різних юридичних школах. До того, як вона стала деканом університету Вейн Стейт, з 1994 по 1996 рік вона працювала деканкою Школи права коледжу Західної Нової Англії в Спрінгфілді, штат Массачусетс (деканеси юридичних шкіл залишаються явною меншістю; серед інших — Барбара Аронштейн Блек у Колумбійській юридичній школі, Елена Кейґан у Гарвардській юридичній школі, Кетлін Салліван у Стенфордській юридичній школі та шавона Крістін Бут Гленн і Мішель Дж. Андерсон з Юридичного факультету Міського університету Нью-Йорка). Магоні отримала ступінь бакалаврки та магістерки в Чиказькому університеті, відвідувала Школу права штату Вейн, отримала там ступінь докторки філософії та отримала ступінь докторки права Вольфсонського коледжа Кембриджського університету в Англії. Видатна вчена-юристка, вона має багато публікацій про репродуктивні права, конституційне право, історію права, порівняння громадянських свобод і біоетику.
- Лінда Аддісон (нар. 1951) — американська юристка, бізнесвумен і письменниця. Еддісон є керуючою партнеркою Нортона Роуз Фулбрайта в США[37], очолює Комітет з управління США та входить до Глобального виконавчого комітету.[38] У 2015 році компанія Crain's New York Business назвала Еддісон однією з «50 найвпливовіших жінок Нью-Йорка»[39]. Вона є засновницею та колишньою президенткою Центру жінок у сфері права, а також співголовою Робочої групи з питань майбутнього юридичної професії Асоціації юристів штату Нью-Йорк.[40]
- Аніта Л. Аллен (нар. 1953)[41] — професорка права Генрі Р. Сільвермана та професорка філософії юридичної школи Університету Пенсільванії. Старша наукова співробітниця відділу біоетики Медичної школи Університету Пенсільванії, співавторка факультету африканських досліджень і афілійована викладачка програми жіночих досліджень. У 2010 році президент Барак Обама призначив Аллен до президентської комісії з вивчення біоетичних питань. Вона є співробітницею Центру Гастінгса. Ступінь бакалавра Аллен отримала в Нью-коледжі Флориди. Аллен також отримала ступінь магістерки та докторки філософії Мічіганського університету. Аллен була однією з перших афроамериканок, яка здобула ступінь докторки філософії разом з Адріан Пайпер. Вона перша афроамериканка, яка має ступінь докторки філософії та докторки права. Ступінь докторки права вона отримала в Гарвардському університеті права.

### Канада

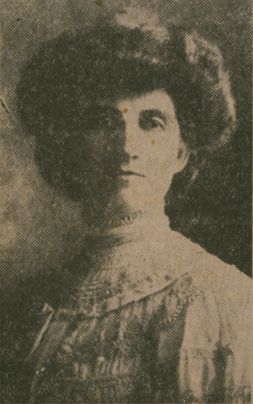
Канадійка Клара Бретт Мартін стала першою юристкою у Британській імперії в 1897 році після тривалої суперечки з Товариством юристів Верхньої Канади, яке стверджувало, що лише чоловіки можуть стати юристами

Наприкінці ХІХ століття канадським жінкам було заборонено брати участь у професійній діяльності чи суді присяжних у правовій системі — жінки не могли стати адвокатками, магістратками, суддями, присяжними, виборчинями чи законодавицями. У 1897 році після тривалих дебатів, під час яких Правниче товариство Верхньої Канади намагалося перешкодити Кларі Бретт Мартін (1874—1923) приєднатися до юридичної професії, вона стала першою юристкою у Британській імперії. Здобувши ступінь бакалаврки мистецтв у 1891 році, Мартін подала петицію до Юридичного товариства, щоб стати його членом. Її петиція була відхилена Товариством після суперечливих дебатів, і Товариство постановило, що тільки чоловіки можуть бути допущені до адвокатської практики, оскільки в статуті Товариства говориться, що лише «особа» може стати адвокатом. У той час в Канаді з юридичної точки зору жінки не вважалися «особами». В. Д. Бальфур виступив ініціатором законопроєкту, який передбачав, що слово «особа» у статуті Юридичного товариства має тлумачитися так, щоб охоплювати як жінок, так і чоловіків. Справу Мартін також підтримали видатні жінки того часу, зокрема Емілі Стоу та леді Абердін. За підтримки прем'єр-міністра Олівера Мовата 13 квітня 1892 року було прийнято закон, який дозволяв приймати жінок як соліситорок.
Гелен Кіннір (1894—1970) — канадська юристка, перша жінка-суддя, призначена федеральним судом у Канаді. Вона була першою жінкою в Британській Співдружності, яку було обрано Королівською радницею, першою в Співдружності, призначеною до окружного суду, першою юристкою у Канаді, яка в 1935 році постала радницею у Верховному суді Канади.
Марі-Клер Кіркланд-Касгрейн (нар. в 1924 році) — юристка, суддя та політикиня із Квебеку, яка була першою жінкою, обраною до Законодавчої асамблеї Квебеку, першою жінкою, призначеною міністеркою кабінету міністрів Квебеку, першою жінкою, призначеною виконувачкою обов'язків прем'єр-міністра, і першою жінкою-суддею в суді провінції Квебек.
Марліс Едвард КМ (нар. 1950) — канадська адвокатка із судових процесів і цивільних прав, яка була однією з перших жінок, які займалися кримінальним правом у Канаді.
Роберта Джеймісон КМ — канадська юристка і активістка перших націй, яка була першою аборигенкою, яка коли-небудь здобула ступінь юриста в Канаді, перша непарламентарка, призначена ex officio членом комітету Палати громад, і перша жінка, призначена Омбудсвумен Онтаріо.
Делія Опекок'ю — жінка племені крі з Каное-Лейк в Саскачевані, яка була першою юристкою корінних націй, допущеною до правових товариств в Онтаріо та Саскачевані, а також першою жінкою, яка балотувалася на посаду лідера Асамблеї перших націй. У 1977 році Опекок'ю закінчила Осгуд-Голл та в 1979 році була прийнята до колегії адвокатів Онтаріо та в 1983 році до колегії адвокатів Саскачевану.
Беверлі Маклахлін (нар. в 1943 році) — 17-а і нинішня голова Верховного суду Канади, перша жінка, яка обіймала цю посаду, і головна суддя, яка найдовше в історії Канади займала цю посаду. Виконуючи обов'язки голови судді, вона також є заступницею генерал-губернатора Канади. Коли 8 липня 2005 року генерал-губернаторку Едріенн Кларксон було госпіталізовано для операції кардіостимулятора, головна суддя Маклахлін була заступникцею генерал-губернатора Канади та виконувала обов'язки генерал-губернатора як Адміністраторки Канади. Виконуючи роль адміністраторки, вона дала королівський дозвіл на Закон про цивільний шлюб, фактично легалізувавши одностатеві шлюби в Канаді.
Деякі канадські юристки стали відомими своїми досягненнями в політиці, зокрема Кім Кемпбелл, Мелані Жолі, Енн Маклеллан, Рейчел Нотлі та Джоді Вілсон-Рейболд.
Серед відомих канадських юристок:
- Луїза Арбор (нар. 1947), Верховна комісарка ООН з прав людини, колишня суддя Верховного суду Канади та Апеляційного суду Онтаріо, колишня головна прокурорка Міжнародних кримінальних трибуналів для колишньої Югославії та Руанди. Увійшла в історію висуненням обвинувачення чинному главі держави, президенту Югославії Слободану Мілошевичу, а також першим кримінальним переслідуванням сексуального насильства за статтями злочинів проти людства.
- Кім Кемпбелл (нар. 1947) — канадська політикиня, дипломатка, юристка і письменниця, яка з 25 червня по 4 листопада 1993 року обіймала посаду 19-го прем'єр-міністра Канади. Кемпбелл була першою і на сьогоднішній день єдиною жінкою-прем'єр-міністеркою Канади. У 1983 році вона отримала ступінь магістерки права з Університету Британської Колумбії.
- Кетрін Фрейзер (нар. 1947) була призначена головою судді Альберти та у 1992 році головою судді Північно-Західних територій. 24 березня 1999 року вона була призначена головою Апеляційного суду Нунавуту.
- Дженніфер Стоддарт (нар. 1949) — шоста уповноважена з питань конфіденційності Канади. У 1980 році вона отримала диплом з цивільного права в Університеті Макгілла. Як юристка, працювала над модернізацією нормативних актів і усуненням перешкод для працевлаштування, заснованих на статевих або культурних відмінностях. Вона очолювала Квебекську комісію з питань доступу до інформації та обіймала керівні посади в Квебекській комісії з прав людини та прав молоді, Канадській комісії з прав людини та Канадській консультативній раді з питань становища жінок.[45]
- Марта Голл Фіндлі (нар. 1959) — канадська підприємиця, юристка і політикиня із Торонто, Онтаріо. Обрана до Палати громад Канади як кандидатка від Ліберальної партії Канади в Торонто.
- Бет Саймс[46] — випускниця Королівського університету[47], канадська юристка[48], яка боролася з Канадським агентством доходів (CRA, раніше відоме як Revenue Canada) аж до Верховного суду Канади, щоб відрахувати витрати на догляд за дітьми, понесені для отримання доходу як партнерки в її юридичній фірмі. Як партнерка в юридичній фірмі Саймс займалася юридичною практикою повний робочий день з 1982 по 1985 рік[49]. Протягом цього періоду вона найняла няню, щоб доглядати за своїми дітьми, і вирахувала заробітну плату, виплачену няні, як витрати на бізнес у своїй декларації про доходи фізичних осіб. Податкове управління Канади спочатку дозволило ці відрахування, але пізніше їх заборонило. Саймс заперечувала проти повторного перегляду, але податкова відхилила заперечення. Тоді Саймс подала апеляцію до Федерального суду, який постановив, що витрати були обґрунтованими та законними комерційними витратами. Справу було оскаржено у Верховному суді Канади (SCC), який ухвалив рішення у справі Саймс проти Канади [1993], що її витрати на догляд за дитиною не підлягають вирахуванню як бізнес-витрати.

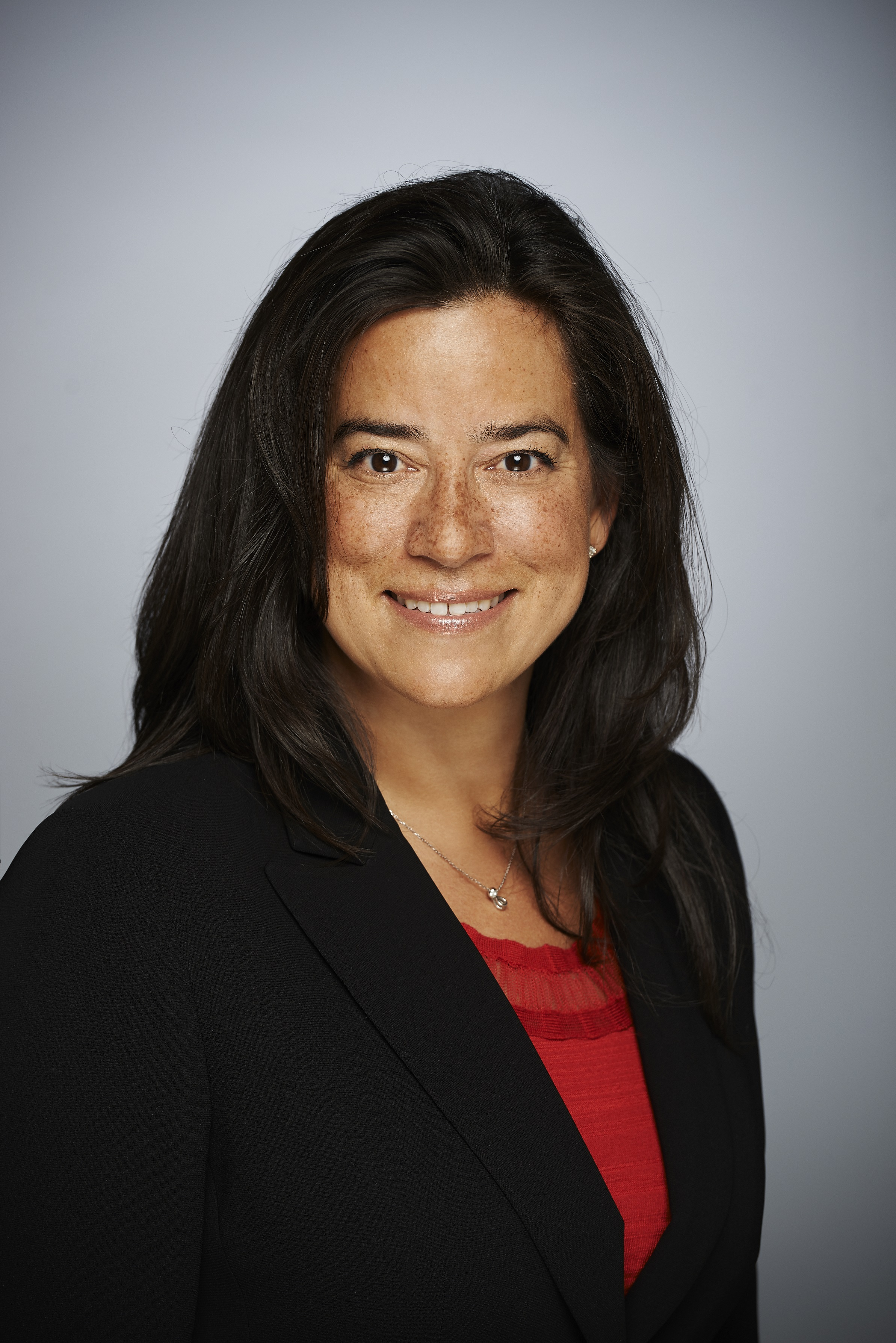
Джоді Вілсон-Рейболд — міністерка юстиції та генеральна прокурорка Канади. Перша представниця корінного населення на цій посаді

- Марі Генайн — канадська юристка, партнерка Henein Hutchison LLP, юридичної фірми в Торонто. Генайн заслужила репутацію однієї з «найбільш шанованих і найстрашніших адвокаток у кримінальних справах у країні».[44] The National Post назвала її «найвідомішою адвокаткою у кримінальних справах у країні».[50] У 2011 році журнал Canadian Lawyer назвав її однією з «Топ-25 найвпливовіших», зазначивши, що вона «одна із найбільш затребуваних адвокаток у кримінальних справах у країні» та «ключова адвокатка для високопоставлених обвинувачених у Торонто».[51]
- Енн Маклеллан (нар. 1950) — канадська юристка, вчена і політикиня. Вона була міністеркою кабінету міністрів у ліберальних урядах Жана Кретьєна та Пола Мартіна, а також була віцепрем'єр-міністеркою Канади. 26 лютого 2015 року вона була призначена ректоркою Університету Далхаузі[52][53]. Маклеллан була професоркою права в Університеті Нью-Брансвіка та на юридичному факультеті Університету Альберти, де в різний час працювала помічницею декана та деканкою. У 2009 році Маклеллан була призначена дамою Ордену Канади за її службу в якості політикині та професорки права, а також за внесок у громадську волонтерську діяльність.
- Рейчел Нотлі (нар. 1964) — канадська політикиня, 17-та і чинна прем'єр-міністерка Альберти з 2015 року. Кар'єра Нотлі до політики була зосереджена на трудовому праві, спеціалізуючись на захисті прав працівників та працівниць, питаннях охорони здоров'я та безпеки на робочому місці.
- Мелані Жолі (нар. 1979) — канадська юристка, експертка зі зв'язків з громадськістю та політикиня. Вона є ліберальним членом Палати громад Канади, яка представляє Ахунсік-Картьєрвіль, а також є міністнркою канадської спадщини в кабінеті міністрів, який очолює Джастін Трюдо.
- Джоді Вілсон-Рейболд (нар. в 1971 році) — канадська політикиня-аборигенка, ліберальний член парламенту від Ванкувера Гранвіля. 4 листопада 2015 року вона склала присягу міністерки юстиції Канади. Це перша людина корінного населення, призначена на цю посаду. До того, як прийти до канадської федеральної політики, вона була прокурором провінції, уповноваженою з угоди Британської Колумбії та регіональною керівницею Асамблеї перших націй Британської Колумбії. Вона здобула ступінь юристки на юридичному факультеті Університету Британської Колумбії.

### Велика Британія

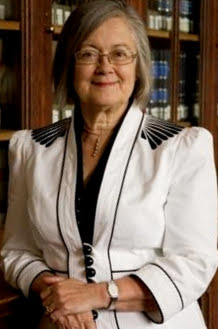
Бренда Гейл, перша і єдина жінка, яка обіймала посаду лорда законів, і перша жінка-суддя Верховного суду

- Бренда Гейл, баронеса Гейл з Річмонда — перша і єдина суддя апеляційної інстанції, а після створення нового Верховного суду стала першою жінкою, яка обіймала посаду судді Верховного суду. У 2017 році була призначена Головою Верховного Суду. Вона також була першою жінкою, призначеною до правової комісії.
- Елізабет Батлер-Слосс, баронеса Батлер-Слосс — перша жінка, призначена до апеляційного суду як лорд-апеляційний суддя.
- Айві Вільямс — перша жінка, яку покликали до адвокатури, і перша жінка, яка викладала право в британському університеті.
- Керрі Моррісон — перша жінка-соліситорка у Великій Британії.
- Гелена Нормантон — перша жінка, яка стала адвокатом у Великій Британії.
- Еліза Орм — перша жінка, яка в 1888 році отримала диплом юриста. Жінкам було заборонено займатися юридичною професією до 1919 року, коли було прийнято Закон про статеву дискваліфікацію (усунення).

### Близький Схід і Північна Африка
- Нехма Похатчевська — перша жінка-суддя вПідмандатній Палестині (1919).
- Суат Хільмі Берк — перша жінка-суддя в Туреччині (1925).
- Сюрейя Агаоглу — перша жінка-юристка у Туреччині (1927).
- Фреда Слуцкін — перша жінка-юристка у Підмандатній Палестині (1930).
- Роза Гіноссар — перша жінка-юристка у Ізраїлі (1930).
- Ніна Трад — перша жінка-юристка у Лівані (1932).
- Найма Ільяс аль-Аюбі — перша жінка-юристка у Єгипті (1933).
- Емілі Бішарат — перша жінка-юристка у Йорданії.
- Закія Наккі- перша жінка-юристка у Іраці (1959).
- Ширін Ебаді — перша жінка-юристка у Ірані (1969).
- Суад аль-Джассім — перша жінка-юристка у Кувейті (1973).
- Лулва Аль Авадхі та Хайя Рашид аль-Халіфа — перші жінки-юристки у Бахрейні (1979).
- Камілія аль-Бусаіді — перша жінка-адвокатка в Омані (1997).
- Хайфа аль-Бакр — перша жінка-юрист у Катарі (2000)
- Шейха Маха Мансур аль-Тані — перша жінка-суддя в Катарі (2010).
- Арва аль-Худжайлі — перша жінка-стажер у Саудівській Аравії (2013).
- Баян Махмуд Аль-Захран — перша жінка-адвокатка у Саудівській Аравії (2013).
- Фатіма Абдулла Аль-Мал — перша жінка-суддя в Катарі (2015)[54]

### Пакистан

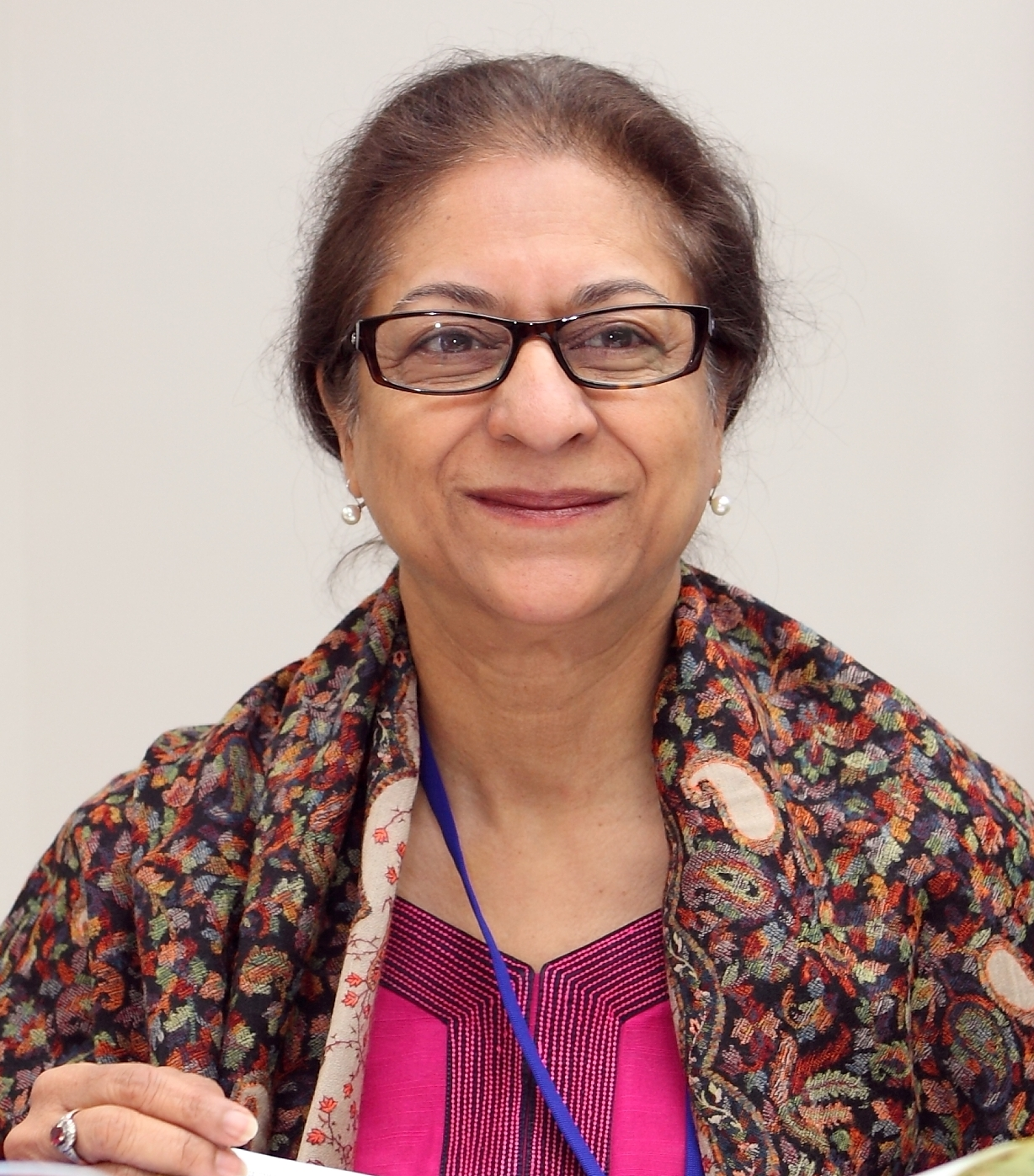
Асма Джахангір

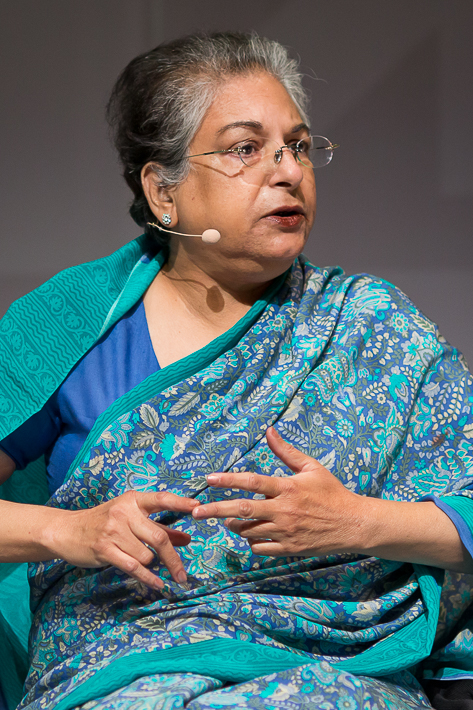
Гіна Джілані

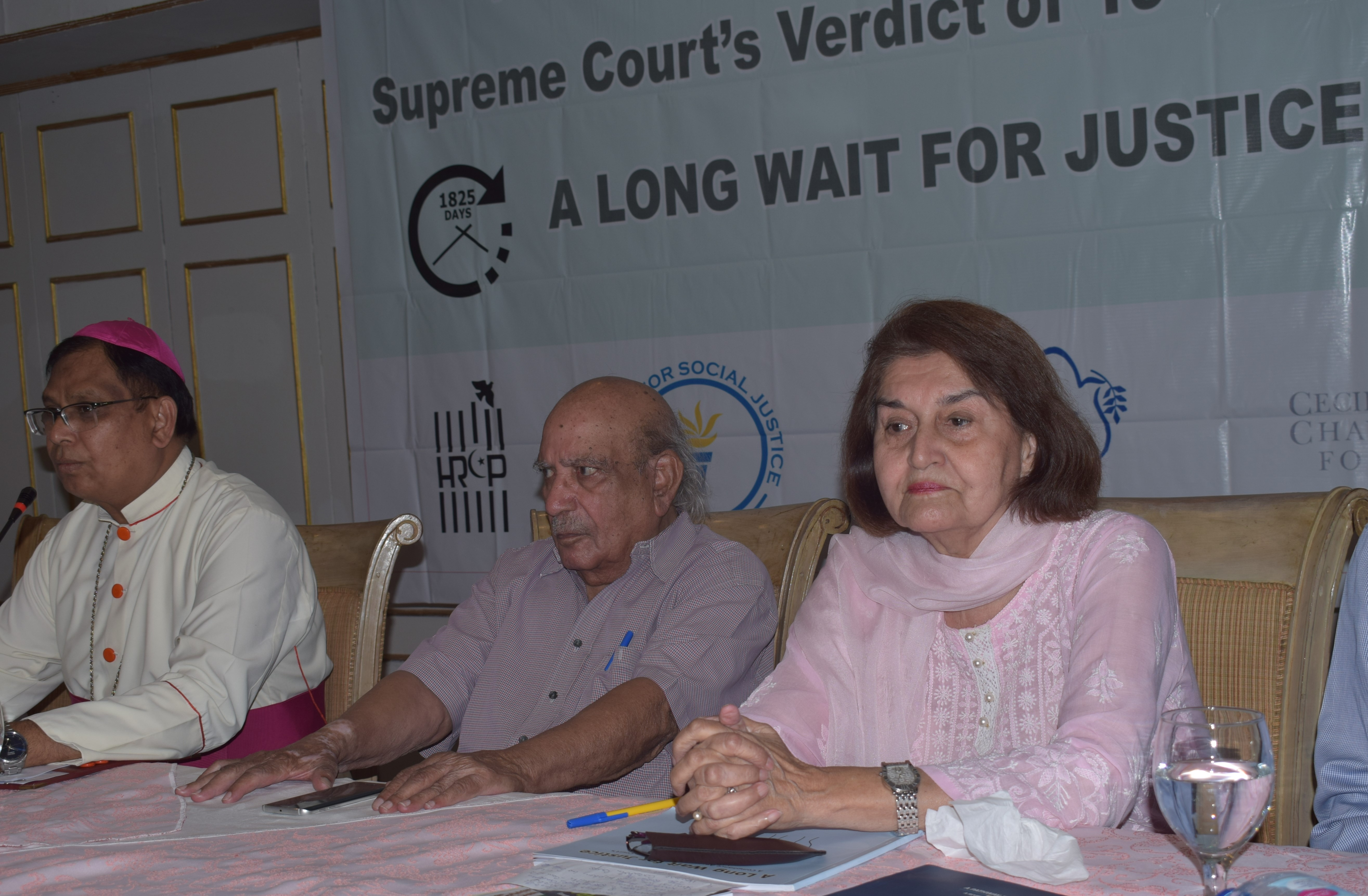
Насіра Джавед Ікбал (праворуч)

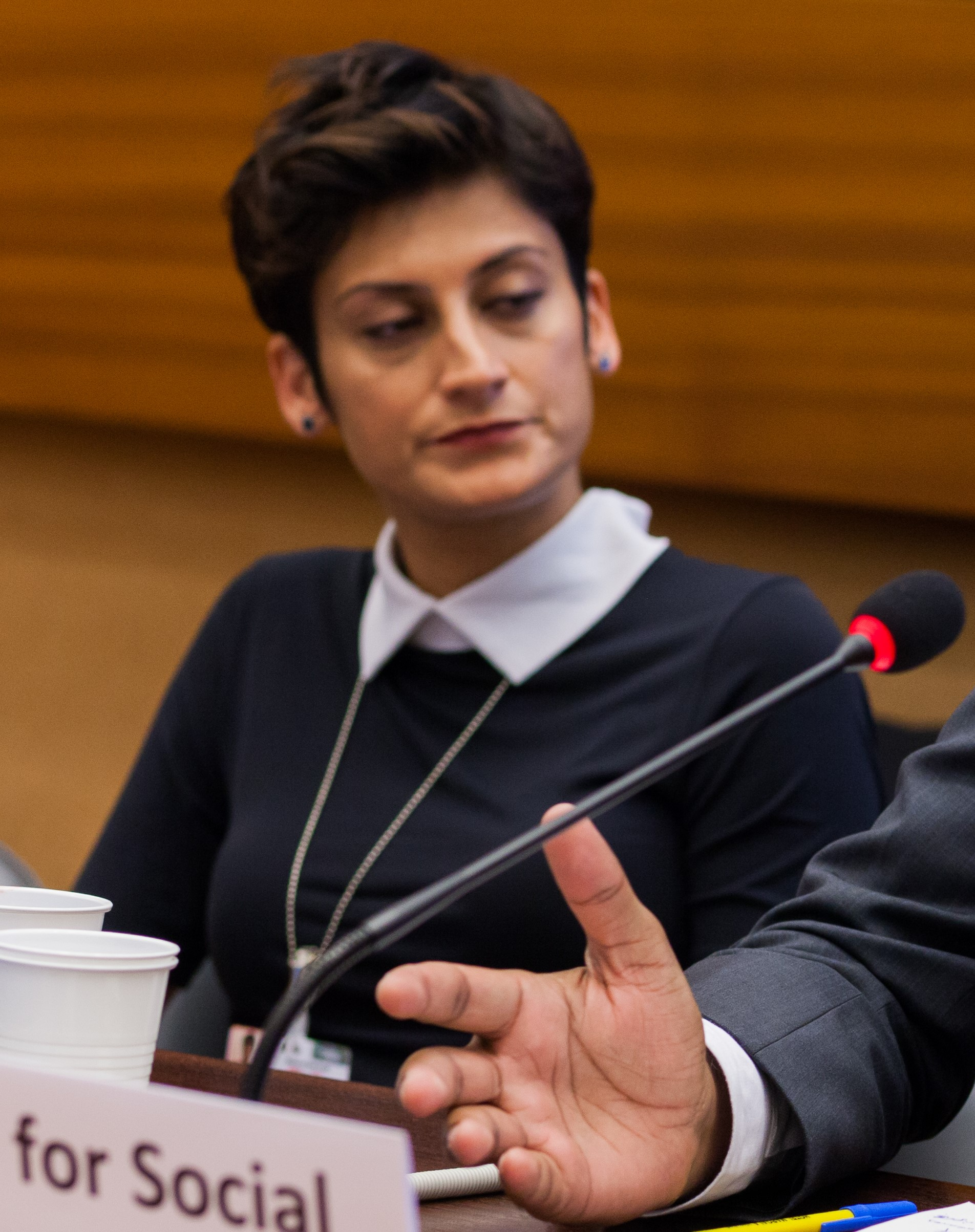
Сара Белал

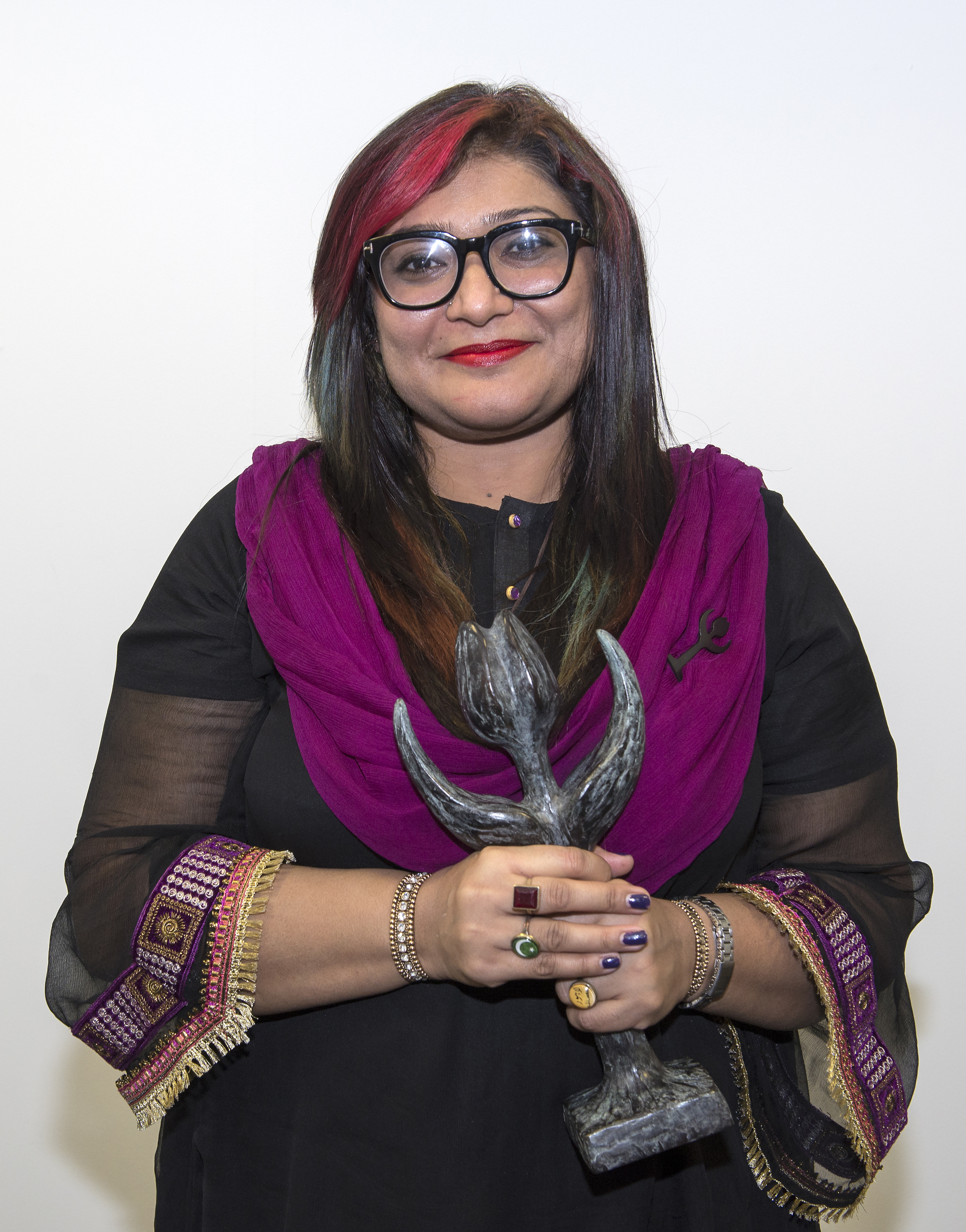
Нігет Тато

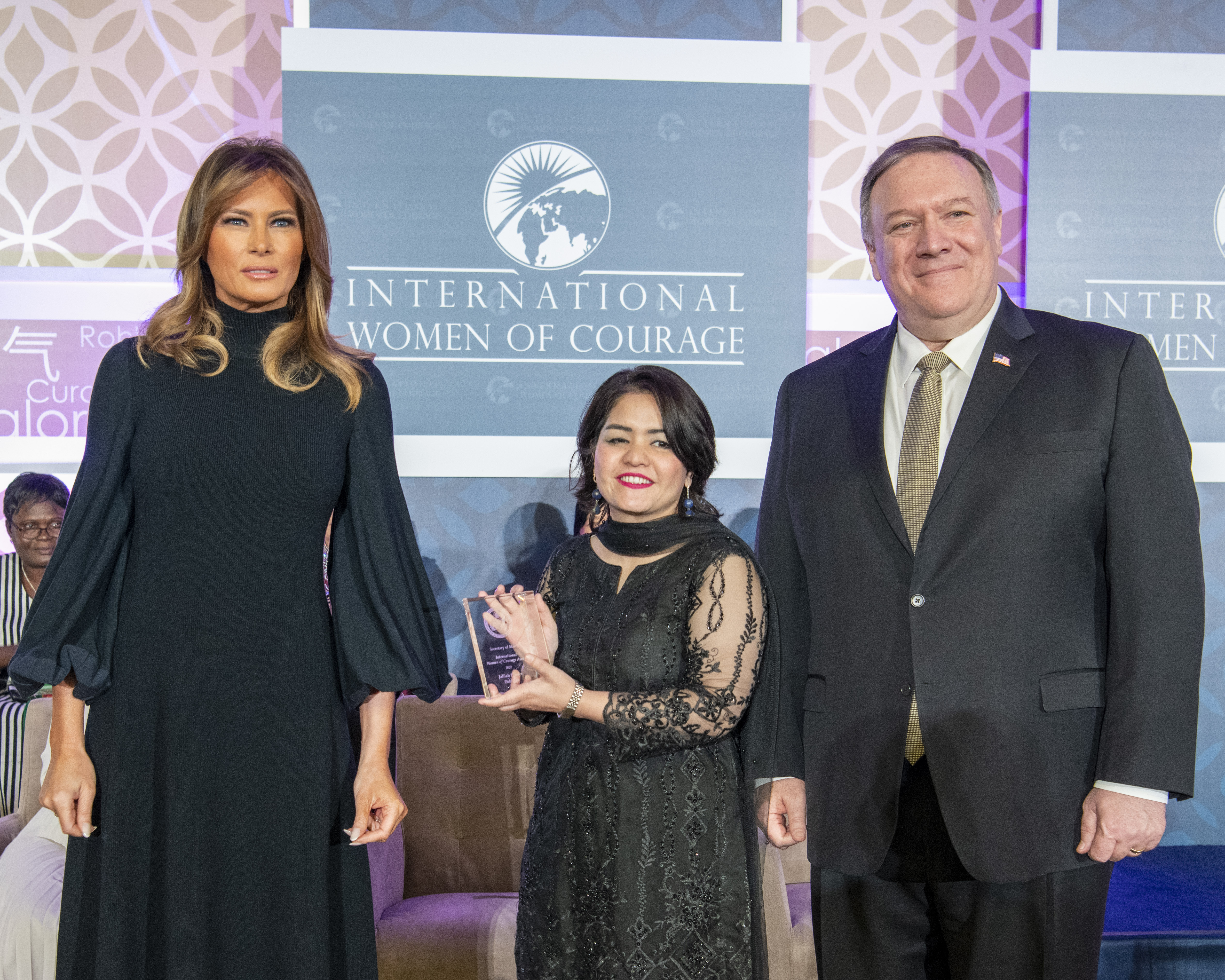
Джаліла Гайдер

- Асма Джахангір (1952—2018) — правозахисниця і провідна юристка у сфері судових процесів з прав людини в Пакистані, яка працювала на різних посадах. Перша жінка, обрана на посаду президентки Асоціації адвокатів Верховного суду (2010—2011 рр.),[55] входила до урядової Комісії з розслідування становища жінок у Пакистані (1994—1997 рр.). Співзасновниця і голова Комісії з прав людини Пакистану, а також директорка Центру правової допомоги AGHS, який проводить правові дослідження, надає безоплатну правову допомогу та лобіює правові реформи. Очолювала рухи за дотримання прав людини, відновлення демократії та незалежність судової влади в Пакистані.[56] Була ув'язнена і перебувала під домашнім арештом за те, що була лідеркою руху за громадянські права під час військового режиму генерала Зія-уль-Хака і генерала Первеза Мушаррафа в 1983 і 2007 роках відповідно. Виконувала обов'язки Спеціальної доповідачки з питань позасудових страт, страт без належного судового розгляду або свавільних страт (1998—2004 рр.),[57] Спеціальна доповідачка з питань свободи релігії або переконань (2004—2010),[58] і колишня Спеціальна доповідачка ООН щодо ситуації з правами людини в Ісламській Республіці Іран (2016—2018).[59] Була незалежною експерткою у розслідуванні порушень прав людини в Шрі-Ланці, членом Міжнародної місії зі встановлення фактів щодо ізраїльських поселень у Палестині. Нагороджена численними національними та міжнародними нагородами, в тому числі премією Хілал-і-Імтіаз,[60] Сітара-і-Імтіаз, тоді як премія ООН з прав людини[61] і Нішан-і-Імтіаз.[62]
- Гіна Джілані — провідна правозахисниця та адвокатка Верховного суду Пакистану. Голова Комісії з прав людини Пакистану. Разом зі своєю сестрою у 1981 році заснувала першу в Пакистані повністю жіночу юридичну фірму, яка займалася наданням правової допомоги у справах, пов'язаних з порушенням прав жінок, дітей, релігійних меншин та ув'язнених, а також готувала законопроєкти щодо реформування національного законодавства відповідно до стандартів у сфері прав людини. Співзасновниця Форуму жіночої дії, групи тиску, яка проводить кампанії проти дискримінаційних законів щодо жінок. Співзасновниця організації «Дастак» у Лахорі, яка надає притулок, юридичні послуги та підтримку жінкам, які постраждали від насильства, а також здійснює ініціативи з розбудови потенціалу та адвокації.[63] Вона працювала спеціальною представнцею Генерального секретаря з питань правозахисників, 2000—2008[64]. У 2006 році була призначена до складу Міжнародної комісії ООН зі встановлення фактів щодо Дарфуру. У 2013 році приєдналася до «Старійшин» — групи державних діячів, миротворців та правозахисників, об'єднаних Нельсоном Манделою. Входить до Групи видатних юристів з питань тероризму, боротьби з тероризмом та прав людини. На знак визнання її зусиль у сфері прав людини була нагороджена Премією з прав людини від Комітету юристів за права людини та Премією Джинетти Саган від Міжнародної Амністії,[65] Стокгольмською премією з прав людини[66] Шведською асоціацією юристів, Міжнародною асоціацією юристів та Міжнародним консорціумом правової допомоги.
- Суддя (у відставці) Тахіра Сафдар — юристка, яка працювала головою Верховного суду Белуджистану у 2018—2019 роках[67]. Вона займає унікальну посаду, оскільки в 1982 році її призначили першою жінкою-цивільною суддею в Белуджистані та першою жінкою-головою будь-якого суду в історії Пакистану[68].
- Суддя (у відставці) Насіра Джавед Ікбал — юристка, працювала адвокаткою у Верховному суді Пакистану та суддею у Високому суді Лахору (1994—2002 рр.). Одна з перших п'яти жінок-юристок, які отримали бажану посаду судді Високого суду. Була президенткою Асоціації адвокатів Високого суду Лахору (2009—2010 рр.) та входила до Асоціації адвокатів Верховного суду Пакистану. Була членом Комісії з питань права та правосуддя Пакистану та Комісії з розслідування насильницьких зникнень (2010). Представляла делегацію Пакистану в Комісії ООН з прав людини в Женеві, 1995 рік. Викладала право в Університеті Центрального Пенджабу,[69] проживала в Лахорі та керувала школою для дітей з малозабезпечених сімей. Входить до Асоціації юристок Пакистану і пов'язана з кількома організаціями, в тому числі з Комісією з прав людини Пакистану та Народною комісією з прав меншин. Нагороджена орденом «Сітара-і-Імтіаз»[70] на знак визнання її державних послуг[71] для судової системи.
- Суддя у відставці Маджида Різві — правознавиця, наразі обіймає посаду Голови Комісії з прав людини провінції Сінд[72]. У 2002—2005 роках була головою Національної комісії зі становища жінок[73], у 1994—1999 роках — адвокатка Верховного суду Пакистану, а також суддя Високого суду провінції Сінд[74]. Вона займає унікальну посаду першої жінки-судді Високого суду Пакистану. Вона викладає в Школі права Хамдард і є опікункою притулку «Панах» в Карачі[75], який надає послуги із захисту та реабілітації жінок і дітей, які опинилися в скрутному становищі і шукають розради[76]. Вона наважилася кинути виклик дискримінаційним законам «Худуд», оголосивши їх такими, що суперечать ісламу, у 2003 р. Вона проти статевої дискримінації та насильства, а також докладає зусиль для просвіти жінок щодо їхніх законних прав. У 2005 році була номінована на Нобелівську премію миру. У 2012 році уряд Пакистану нагородив її премією для правозахисників.
- Сара Белал — адвоката, засновниця та виконавча директорка організації Justice Project Pakistan, яка надає безоплатну правову допомогу найбільш вразливим в'язням, засудженим до смертної кари. Її організація допомогла звільнити 42 пакистанських ув'язнених з Баграма в Афганістані[77], а також домоглася відстрочки виконання смертних вироків кільком засудженим до смертної кари[78]. Вона є активною прихильницею скасування мораторію на смертну кару в Пакистані[79]. Вона є лауреаткою Франко-німецької премії з прав людини[80] та Національної премії з прав людини від уряду Пакистану.
- Маліха Зія Ларі — юристка та тренерка. Вона є заступницею директора Товариства правової допомоги[81]. Вона займалася аналізом законів, що стосуються гендерного насильства[82], і брала участь у розробці кількох законів, спрямованих на вирішення таких питань, як домашнє насильство, Закон про індуїстський шлюб тощо. Вона брала участь у проведенні тренінгів для поліцейських та суддів у судових академіях Пенджабу, Сінду, Хайбер-Пахтунхва та Ісламабаду.
- Джаліла Хайдер — адвокатка з прав людини, яка надає безоплатні юридичні послуги малозабезпеченим жінкам. Вона є першою жінкою-адвокаткою з хазарейської громади, етнічної меншини в Белуджистані. Вона також є політичною активісткою, пов'язаною з Робітничою партією Авамі та Жіночим демократичним фронтом, а також пуштунським Рухом Тахафуз[83]. Засновниця організації «Ми, люди — Пакистану», яка працює над соціально-економічним піднесенням місцевих громад та зміцненням потенціалу вразливих жінок. Виступає проти порушень прав людини, включаючи насильницькі зникнення, цілеспрямовані вбивства політичних діячів белуджів і пуштунів та етнічні чистки хазарейців. Була обрана до списку «News Women Power 50» та «100 жінок Бі-Бі-Сі»[84], а також названа «Міжнародною жінкою мужності» Державним секретарем США Майклом Помпео та Першою леді США Меланією Трамп[85]. Вона є лауреаткою премії Hum TV Women Leaders Award 2020, а також премії Front Line Heroes Award[86].
- Асма Хамід — адвокатка Верховного Суду та керівниця судової практики в Asma Hamid Associates. Вона надавала консультації уряду Пенджабу з широкого кола політичних питань, включаючи енергетику, освіту, охорону здоров'я, кримінальні справи, реформування прокуратури, реформування сільськогосподарського законодавства та питання служби. Вона є першою жінкою в історії Пакистану, яка обійняла посаду Генерального прокурора Пенджабу[87].
- Нігат Дад — юристка, засновниця та виконавча директорка Фундації цифрових прав, яка займається дослідженнями, розбудовою потенціалу та політичною адвокацією з метою посилення захисту правозахисників від кібер-переслідувань та стеження. Вона займається аналізом законів, політик та правил, що стосуються свободи в Інтернеті, а також виступає за право на недоторканність приватного життя та свободу вираження поглядів без загрози, виступає проти цензури та стеження[88]. Включена до складу Верховного суду Facebook для нагляду за рішеннями щодо контенту, опублікованого в соціальній мережі[89]. Вона є лідеркою нового покоління за версією журналу «Time» у 2015 році, а також лауреаткою[90] премії Атлантичної ради за свободу[91] та престижної премії «Тюльпан» у 2016 році[92].
- Ніда Усман Чаудхарі — юристка, засновниця Лахорської освітньо-дослідницької мережі (LEARN) та Ініціативи «Жінки в юриспруденції» в Пакистані[93]. Вона є головою Комітету з питань статевої рівності та розмаїття Асоціації адвокатів Високого суду Лахору[94]. Вона ініціювала проєкт зі збільшення представництва жінок в юриспруденції між Федеральним міністерством права та юстиції, Group Development Pakistan та Women in Law Initiative Pakistan[95], який фінансується головним чином Австралійською Верховною комісією та співфінансується Британською Верховною комісією[96].
- Сана Хуршид — юристка та захисниця прав людей з інвалідністю. Вона виступає за створення будівель, дружніх до людей з інвалідністю, щоб зробити їх доступними та мобільними для всіх[97]. Вона виступає за створення кращих можливостей для працевлаштування без дискримінації, щоб люди з інвалідністю могли вести гідне життя незалежно[98]. Наразі вона є Амбасадоркою з питань хребта в Центрі спинальної хірургії в лікарні «Гуркі Траст» в Лахорі.

## Додатки
- Жінки у високих судах – набір даних про жінок-суддів конституційних судів і верховних судів у всьому світі.